# 장천사
도교에서 천사(天師) 또는 장천사(張天師)는 오두미도와 정일도의 지도자이다.
초대 장도릉과 그 아들 2대 장형(張衡), 손자 3대 장로(張魯) 순으로 대대로 아들에게 이어졌다.
1949년, 국공내전에서 중국 국민당이 공산당에 패해 대만으로 국부천대를 할 무렵, 63대 장천사였던 장은박은 국민당과 함께 대만으로 이주했고, 오두미도의 명맥을 계속 잇게된다.
2008년 64대 장천사 장위안셴(張源先)이 사망하였다.